# 南沢宣郎
南沢 宣郎（みなみさわ のぶろう、1918年2月11日 - ）は、事務処理の研究家。
東京市本郷区千駄木生まれ。1950年東京大学経済学部卒業、小野田セメントに入社、経理部、企画調査室長、1953年総務部情報処理担当部長として事務処理の一貫機械化を推進した。のち顧問。白鴎女子短期大学教授。1958年『オートメーションと会計学』で日経・経済図書文化賞、日本図書文化賞受賞。1959年NONA経営文献賞、1978年経営科学文献賞、日本コンピュータ・ユーティリティ協会理事長、日本データ・プロセッシング協会副会長。

## 著書
- 『経営のオートメーション 経営方式の理論的具体的変貌』同文館 1957
- 『オートメーション経営学 経営自動化の理論と実際』日刊工業新聞社 1958
- 『オートメーションと会計学』同文館 1958
- 『経営における電子計算機システム 経営のオートメーションの理論的・具体的解剖』同文館出版 1964
- 『電子計算機 文科系社員の血となり肉となる本』光文社 カッパ・ビジネス 1964
- 『日本コンピューター発達史』日本経済新聞社 1978
- 『コンピュータネットワーク時代 新データ網と企業システム』コンピュータ・エージ社 1980
- 『OA時代のコンピューター』日本経済新聞社 1981
- 『これからの会計システム 会計のコンピュータ化・合理化の具体的あり方』税務研究会出版局 1981
- 『OA革命 変わるオフィスと仕事』日本経済新聞社 日経新書 1982
- 『ユーザーから見た情報通信システム INS・VAN・ニューメディア・第二電電』コンピュータ・エージ社 1986
- 『これからのコンピュータ・ネットワーク会計 リエンジニアリング会計の理論と具体的手法・事例』税務研究会出版局 1995

共著
- 『事務の近代化』古谷野英一共著 金原出版 経営工学選書 1962

## 論文
- 南沢宣郎「企業における調査部門の機能と実務」『パブリックリレーションズ』第4巻第6号、日本証券投資協会、1953年6月、41-42頁、NAID 40003188438。
- 南沢宣郎「コピーフレックスを中心とした複写事務の能率化」『実業界』第98号、実業界、1954年11月、74-77頁、NAID 40001561492。
- 南沢宣郎「経営の採算と事務の機械化」『事務と経営』第7巻第69号、日本経営協会総合研究所、1955年4月、NAID 40001621373。
- 南沢宣郎「私の見たアメリカの事務の機械化」『事務と経営』第8巻第85号、日本経営協会総合研究所、1956年10月、NAID 40001621536。
- 南澤宣郎「経営事務における総合的機械化への動向」『日本機械学会誌』第60巻第461号、日本機械学会、1957年、606-613頁、doi:10.1299/jsmemag.60.461_606、ISSN 00214728、NAID 110002455676。
- 南沢宣郎「オートメーションによる経営方式の変貌」『電気通信学会雑誌』第40巻第2号、電気通信学会、1957年2月、ISSN 0020286X、NAID 40018090992。
- 南沢宣郎「会計原則の発展について」『産業經理』第19巻第1号、産業經理協會、1959年1月、91-96頁、ISSN 02874288、NAID 40001467140。
- 南沢宣郎「ビジネスに於ける電子計算機」『電子計算と制御』第1巻第1号、光琳書院、1959年7月、12-17頁、NAID 40018101254。
- 南沢宣郎「事務用データ処理の点から見た機器への要求」『情報処理』第2巻第1号、情報処理学会、1961年2月、39-42頁、ISSN 04478053、NAID 110002717329。
- 南沢宣郎「事務の自動化」『計測と制御』第4巻第1号、計測自動制御学会、1965年、2-10頁、doi:10.11499/sicejl1962.4.2、ISSN 0453-4662、NAID 130003697416。
- 南沢宣郎「セメント工業における電子計算機の利用」『化学と工業』第18巻第2号、日本化学会、1965年2月、ISSN 00227684、NAID 40017562772。
- 南沢宣郎「電子計算機を部下として」『文芸春秋』第46巻第5号、文芸春秋、1968年5月、174-183頁、NAID 40003417266。
- 南澤宣郎「高度情報化時代における会計情報システム」『白鴎女子短大論集』第11巻第2号、白鷗大学、1986年9月、167-188頁、ISSN 03874125、NAID 110001164023。